# 仙台拘置支所
仙台拘置支所（せんだいこうちししょ）は、宮城刑務所所管の刑事施設。

## 所在地
- 〒984-0825 宮城県仙台市若林区古城2-2-1[1]

## 収容人員
- 322名

## 特記事項
- 東京拘置所（東京都葛飾区小菅）が設置され死刑場設備が整う前は、宮城刑務所で死刑を執行（収容は当所。執行設備のみ宮城刑務所敷地内にある）しており、「仙台送り」が死刑の代名詞となっていた時代もある。
- 拘置支所の食事は、宮城刑務所の調理部門が調理する。このため、宮城刑務所で発生する集団食中毒が拘置支所へ波及することがある[2]。

## 死刑確定者
仙台矯正管区管内（東北6県）での死刑囚が拘置される。
※は裁判員制度下による確定死刑囚。
- 男HM - 仙台老夫婦強盗殺人事件（事件発生：1986年）の死刑囚[3]。2005年9月26日に最高裁で上告棄却判決を受け、10月7日付で死刑が確定（死刑確定から19年5か月と12日経過）[4][5]。
- 男TS（旧姓：I）- 仙台市暴力団幹部による強盗殺人事件（事件発生：2001年）の死刑囚[6]。2009年6月23日に最高裁で上告棄却判決を受け、死刑が確定（死刑確定から15年8か月と24日経過）[7]。
- 男TA（旧姓：Y）- ※会津美里町夫婦殺害事件（事件発生：2012年）の死刑囚[8]。2016年3月8日に最高裁で上告棄却判決を受け、死刑が確定（死刑確定から9年と11日経過）[9]。
- 男CY - ※石巻3人殺傷事件（事件発生：2010年）の死刑囚。少年死刑囚。2016年6月16日に最高裁で上告棄却判決を受け、判決訂正申立を行ったが、6月29日付で棄却されたため、死刑が確定（死刑確定から8年8か月と18日経過）[10][11]。

### 過去の死刑囚
かつて本施設に収監されていた死刑囚のうち、死刑を執行された死刑囚や、獄死・恩赦などによって死刑を執行されなかった死刑囚。
- 男K - 福島連続保険金殺人事件（事件発生：1970年-1971年）の死刑囚。1980年4月25日に最高裁で上告棄却判決を受け、5月21日付で死刑が確定[12]。1993年3月26日に死刑執行（55歳没）[13]。死刑執行モラトリアム後最初の執行。
- 男SK - 青森旅館連続女性殺人事件（事件発生：1984年）の死刑囚。1985年7月2日に控訴取り下げにより死刑が確定[14]。1994年12月1日に死刑執行（66歳没）[15]。
- 男TK - 福島女性飲食店経営者殺害事件（事件発生：1990年）の死刑囚。1992年6月18日に死刑判決を受け、控訴しなかったため、7月3日付で死刑が確定[16]。1999年9月10日に死刑執行（61歳没）[17]。
- 男TM - いわき市母娘強盗殺人事件（事件発生：2004年）の死刑囚[18]。2006年12月20日に上告取り下げにより死刑が確定[19][20]。2008年10月28日に死刑執行（55歳没）[21]。
- 男KA - 警察庁広域重要指定118号事件（事件発生：1986年-1991年）の死刑囚。2004年6月25日に最高裁で上告棄却判決を受け、7月15日付で死刑が確定[22][23]。2011年1月29日に胆管癌で死亡（67歳没）[24]。
- 男SY - 警察庁広域重要指定118号事件（事件発生：1986年-1991年）の死刑囚。上記KAの共犯者で、同日に最高裁で上告棄却判決を受け、7月15日付で死刑が確定[22][23]。2013年8月15日に急性肺炎で死亡（73歳没）[25][23]。
- 男OS - 警察庁広域重要指定118号事件（事件発生：1986年-1991年）の死刑囚。上記KA・SYの共犯者で、同日に最高裁で上告棄却判決を受け、7月15日付で死刑が確定[22][23]。2007年に東京拘置所に移送後、2014年6月26日に急性呼吸器不全で死亡（60歳没）[26][23]。
- 女ES - 福島悪魔払い殺人事件（事件発生：1994年-1995年）の死刑囚。戦後10人目の女性死刑囚。2008年9月16日に最高裁で上告棄却判決を受け、判決訂正申立を行ったが、10月3日付で棄却されたため、死刑が確定[27][28]。2012年9月27日に死刑執行（65歳没）[29][30]。
- 男KM - 武富士弘前支店強盗殺人・放火事件（事件発生：2001年）の死刑囚。2007年3月27日に最高裁で上告棄却判決を受け、判決訂正申立を行ったが、4月12日付で棄却されたため、死刑が確定[31][32]。2014年8月29日に死刑執行（56歳没）[33][34]。
- 男WK - 岩手県洋野町母娘強盗殺人事件（事件発生：2006年）の死刑囚[35]。2012年1月16日に最高裁で上告棄却判決を受け、判決訂正申立を行ったが、2月2日付で棄却されたため、死刑が確定[36][37]。2015年12月18日に死刑執行（39歳没）[38][39]。
- 小池泰男 - オウム真理教事件の死刑囚。2018年7月26日に死刑執行（60歳没）[40][41]。

## 執行施設
- 死刑執行施設は併設する宮城刑務所内にある。